# Arma antissatélite

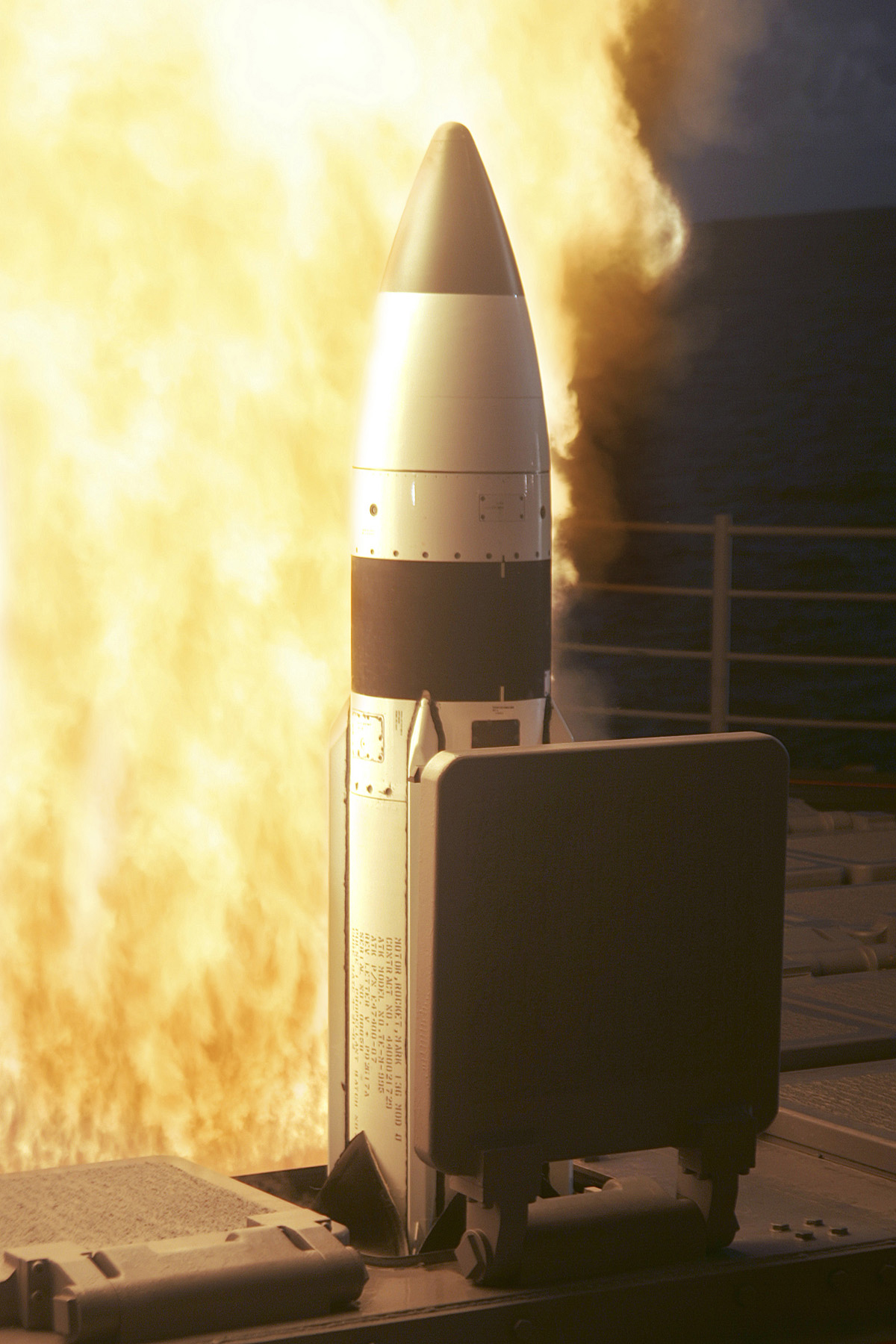
Um míssil RIM-161.

Armas antissatélite (ASATs) são armas espaciais projetadas para destruir satélites para propósitos estratégicos militares. Atualmente, pelo que se sabe, somente os EUA, países membros da antiga URSS, China e Índia têm capacidade técnica para o desenvolvimento dessas armas.
Em 11 de janeiro de 2007 a China destruiu um antigo satélite meteorológico, realizando o primeiro teste com armas antissatélites desde os anos de 1980.
Também existe a denominação para ASAT (Adaptive Satellite Access Technology), que são satélites utilizados para melhorar a capilaridade das redes em locais de difícil acesso.